# مقاطعة الجزر

موقع مقاطعة الجزر في هونغ كونغ.

مقاطعة الجزر (بالصينية: 離島區) هي واحدة من المقاطعات الإدارية الـ 18 في هونغ كونغ.وهي جزء من الأقاليم الجديدة. بلغ عدد سكانها 290.240 نسمة في عام 2001.
تتكون هونغ كونغ من 236 شبه جزيرة وجزيرة. تكون مقاطعة الجزر من حوالي بضع وعشرين من الجزر الكبيرة والصغيرة التي تقع في جنوب وجنوب غرب هونغ كونغ، والتي تشكل 16 ٪ من مساحة هونغ كونغ الكلية، ويشكل عدد سكانها 2 ٪ من سكان هونغ كونغ، وبهذا تكون مقاطعة الجزر هي الأكبر من حيث المساحة والأقل سكانا من بين جميع مقاطعات هونغ كونغ. ولهذا فهي المقاطعة ذات الكثافة السكانية الأدنى والتي تبلغ 783 نسمة لكل كيلومتر مربع. تتميز الجزر النائية بطبيعة حياة أكثر استرخاء من الحياة في جزيرة هونغ كونغ وشبه جزيرة كولون.

## جزر المقاطعة
- تشا كوو تشاو
- تشيك لاب كوك [[مطار هونغ كونغ الدولي|(حيث يوجد مطار هونغ كونغ الدولي
- تشونغ تشاو
- هيي لينغ تشاو
  - جزيرة أشعة الشمس
- تلة الذروة
- كاو يي تشاو
  - سيو كاو يى تشاو
- جزيرة لاما
  - جزيرة لوك تشاو
- جزيرة لانتاو (أكبر الجزر)
  - خليج ديسكفري
  - موي وو
  - تاي و
  - تونغ تشونغ
- بنغ تشاو
  - تاي لي
- جزر بو توي
  - لو تشاو (جزيرة بوفورت)
  - حصيرة تشاو
  - بو توي
  - سونغ كونغ
  - جزيرة واغلان
- شيك كوو تشاو
- جزر سوكو
  - تشيونغ موك تاو
  - ما تشاو
  - سيو أ تشاو
  - تاي أ تشاو
  - تاو لو تشاو
  - يوين تشاو
  - يوين كونغ تشاو

## وصلات خارجية
- مجلس مقاطعة الجزر